# Miguel Pereira Forjaz
D. Miguel Pereira Forjaz Coutinho Barreto de Sá e Resende de Magalhães (1 de Novembro de 1769 — 6 de Novembro de 1827), 10.º Conde da Feira, foi um militar e político português que se distinguiu durante a ocupação francesa de Portugal e as Guerras Napoleónicas.
Foi um dos nomeados governador do Conselho de Regência de 1807 e do de 1809 para tomarem conta do Reino de Portugal quando a corte se deslocou para o Brasil.

## Biografia
Filho de Diogo Pereira Forjaz Coutinho (1726–?), e de sua mulher Luísa Teresa Antónia da Câmara e Meneses (1745?–?). Era neto do 9.º Conde da Feira, D. Álvaro Pereira Forjaz Coutinho (c.1656-?) e da sua mulher Inês Antónia Barreto de Sá (c.1670-?). Casou-se duas vezes com Joana Eulália Freire de Andrade e com Maria do Patrocínio Freire de Andrade e Castro que morreu no parto.
Entrou no exército a 1785, como cadete no Regimento de Peniche onde encontrou muitos membros da sua família. Foi promovido a alferes em 1787 e serviu no estado-maior do conde de Oeynhausen, inspector-geral da Infantaria, estando com ele no campo da Porcalhota em 1790. Foi promovido a capitão em 1791 e a major (sargento-mor) em 1793, sendo nomeado ajudante de ordens do general Forbes, comandante da divisão portuguesa que foi combater no Rossilhão e na Catalunha.
Já com o posto de coronel, foi em Março de 1800 nomeado governador e capitão-general do Pará, mas não chegou a partir para o Brasil.
Na campanha do ano seguinte, no Alentejo, exerceu o cargo de quartel-mestre-general (chefe do estado maior) do General Forbes. Em 1806 foi elevado a brigadeiro e encarregado da inspecção-geral das milícias.
Com a fuga da família real para o Brasil, em 1807, foi nomeado secretário suplente do governo, caso fosse necessário substituir o conde de Sampaio.
Quando o General Junot assumiu o governo do País, Forjaz retirou-se para a província. Estava em Coimbra quando iniciou a revolta contra a ocupação francesa e dirigiu-se para o Porto, onde reorganizou o exército, sob as ordens do seu primo, Bernardim Freire de Andrade.
Acompanhou-o como ajudante general do exército do Norte na sua marcha Porto–Lisboa, tendo sido nomeado secretário da regência, depois da convenção de Sintra, e encarregado da pasta dos negócios da guerra e estrangeiros. Neste cargo reorganizou o exército, de acordo com propostas de 1803, que tinham sido vagarosamente implementadas até 1807.
A criação dos batalhões de caçadores foi uma das suas iniciativas e apoiou o General Beresford, de uma maneira cada vez mais crítica, na adaptação do exército português ao serviço de campanha do exército britânico.
Em 1808, foi promovido a marechal de campo, e, em 1812, a tenente general. Por decreto de 13 de Maio de 1820 recebeu a mercê do título de conde da Feira, e em 1826, foi eleito par do reino, por ocasião da outorga da Carta Constitucional.
Em 1815, opôs-se com êxito, ao envio de uma divisão portuguesa para os Países Baixos no combate a Napoleão Bonaparte, no período dos Cem Dias.
É apontado como principal instigador do tortuoso processo que culminou na morte por enforcamento, em 18 de Outubro de 1817, do seu primo o tenente-general Gomes Freire de Andrade, um dos mais distintos e valorosos militares de Portugal, acusado de conspiração contra o Governo o que, mais tarde, se revelou, ser falso.
Deixou o seu lugar na regência devido à Revolução Liberal de 1820, afastando-se dos negócios públicos. Por decreto de 13 de Maio de 1820, recebeu o título de Conde da Feira e em 1826 foi eleito par do Reino, por ocasião da outorga da Carta Constitucional por D. Pedro IV de Portugal.
Após ter falecido sem descendência, em 1827, transmitiu os seus bens a sua irmã, Maria Joana da Câmara Forjaz Coutinho, casada com o terceiro visconde de Vila Nova de Souto d' El-Rei, João José de Almada Velho e Lencastre.